# 青岛德国海军军官俱乐部
36°03′17.5″N 120°19′29″E / 36.054861°N 120.32472°E
青岛德国海军军官俱乐部旧址位于中国山东省青岛市市南区莱阳路8号院内，建于1907年至1909年，由德国建筑师舒备德设计。舊址曾為驻青岛德国海军军官俱乐部、北洋政府渤海舰队司令部、东北海军总司令公署、中央海军训练团、中华民国中央海军军官学校、中國人民解放軍海軍快艇學校、海軍快艇第一支隊司令部、北海艦隊青島基地修理部所用。现位于中国人民解放军海军博物馆院内，为全国重点文物保护单位青岛德国建筑群的一部分。

## 建筑历史

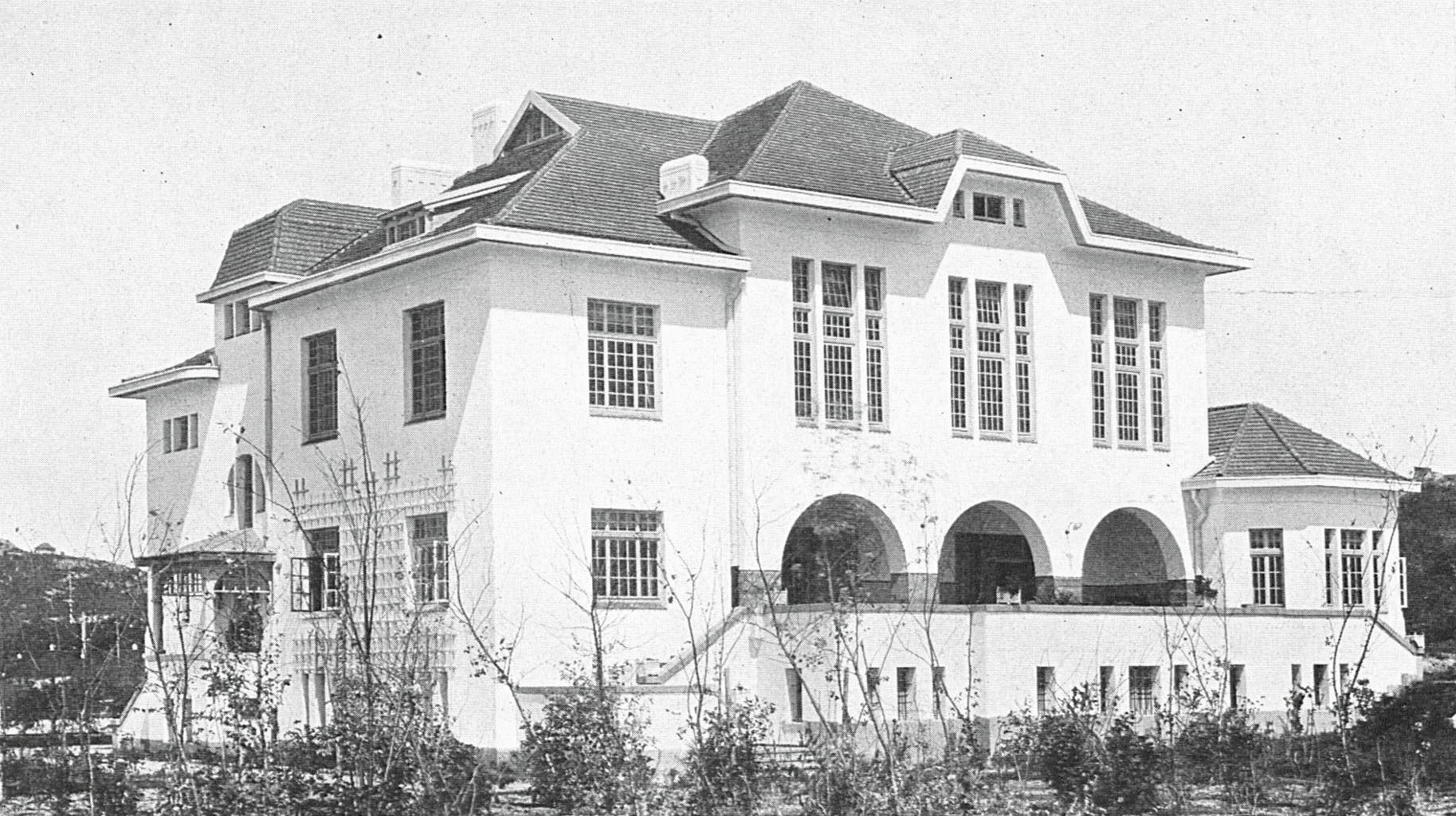
德国海军军官俱乐部原貌，约1910年

驻青岛德国海军军官俱乐部原设于旧清军炮队营营房中，因其年久失修，胶澳总督府遂于1907年另选他处新建俱乐部馆舍。新楼选址于青岛湾东岸、奥古斯特·维多利亚海岸（Auguste-Viktoria-Bucht，其邻近青岛湾路段现为莱阳路）西侧，由德国籍建筑师舒备德设计，1907年秋动工，1908年主体建筑初步建成，1909年1月21日完工，1月29日正式向高级军官开放。德国海军军官俱乐部为胶澳总督府授权、向常驻青岛的德国海军第三营（III. Seebataillon）及东亚分舰队的高级军官提供食宿及聚会场所的娱乐设施。该建筑及崂山梅克伦堡疗养院附近的士兵休养所于1909年建成后，直至1914年一战爆发，胶澳总督府再未新建、扩建任何兵营设施。

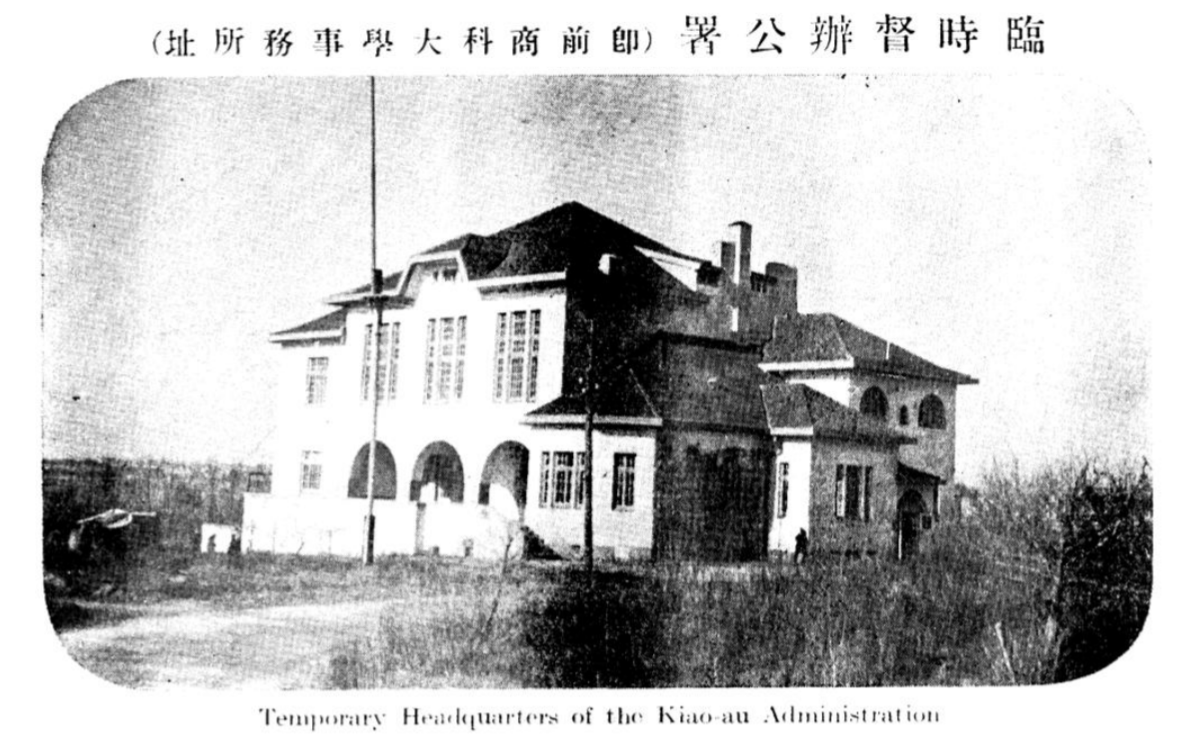
《接收青岛纪念写真》中收录的德国海军军官俱乐部旧址影像

1914年11月7日日军占领青岛后，该建筑被日军占用。1921年10月，日华实业协会向日本陆军青岛守备军司令部提出建立青岛商科大学，守备军司令部予以批准，并将当时作为日本海军防卫队司令官舍使用的德国海军军官俱乐部旧址改为青岛商科大学筹备处。日华实业协会原计划1922年4月开学，而1922年2月4日，中日政府代表在华盛顿会议上签订《解决山东悬案条约》，决定将青岛主权归还中国，并就青岛交接具体事项展开谈判，在青岛筹设大学一事也在谈判事项之内。此后，德国海军军官俱乐部旧址曾为胶澳商埠临时督办公署所在地，青岛主权交接前夕中方接收人员即在此办公。1922年12月10日青岛主权正式回归中国后，胶澳商埠督办公署在胶澳总督府旧址成立办公。青岛商科大学筹备一事最终因1923年关东大地震、日本方面无暇兼顾此事而最终流产。
1923年12月，原护法舰队司令温树德率护法舰队6艘军舰到达青岛投奔北洋政府，北洋政府将其收编为渤海舰队，温树德任司令，司令部即设于德国海军军官俱乐部旧址。1927年，奉系军阀辖下的东北海军吞并渤海舰队，同年末在此设立东北海军总司令公署，次年因日军入侵山东而移驻沈阳。1931年九一八事变后，东北海军总司令部再次移驻青岛，1933年，东北海军被国民政府改编为中華民國海軍第三舰队，第三舰队司令部由青岛移驻威海卫，德国海军军官俱乐部旧址成为第三舰队司令部青岛办事处（一说曾为第三舰队司令部）所在地。另有说法称1933年8月葫芦岛海军学校迁至青岛改名青岛海军学校后可能曾使用该建筑。

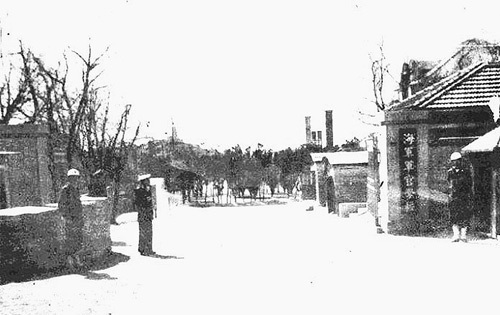
位于莱阳路的海军军官学校校门，右侧后方可见德国海军军官俱乐部旧址屋顶

1938年1月10日，日军第二次占领青岛，德国海军军官俱乐部旧址再次被日本海军占用。1945年8月抗日战争结束后，国民政府与美国海军第七舰队于12月18日在青岛合作设立中央海军训练团，以训练中国海军官兵，12月22日在德国海军军官俱乐部旧址举行成立典礼。1947年4月，位于上海的海军军官学校迁至青岛，与中央海军训练团合并，成立新的中央海军军官学校，至9月迁移完毕。德国海军军官俱乐部旧址及其所在的莱阳路1号（即今莱阳路8号）院落为校本部所在地。同年10月18日，当时兼任校长的蔣中正曾到此视察海军官校。1949年4月，因第二次国共内战战事失利，海军官校南迁厦门，9月迁至高雄左营至今。
1949年6月2日中国人民解放军接管青岛后，中国人民解放军海军于1950年8月24日以安东海军学校干部训练队为基础在青岛设立海军快艇学校，校址即设于莱阳路8号，同年10月9日正式开学，1953年10月迁至威海刘公岛。1951年，海军鱼雷快艇中队在莱阳路8号组建，其后先后改组为海军第一快艇总队、海军快艇第一支队。德国海军军官俱乐部旧址即为快艇第一支队司令部所在地。1985年，快艇第一支队与青岛水警区合并，迁出莱阳路8号，此后北海舰队青岛基地修理部曾进驻此地。1988年11月，北海舰队在莱阳路8号院建立海军博物馆，1989年10月1日开馆，德国海军军官俱乐部旧址改为海军博物馆用房。
由于该建筑长期处于外人难以进入的军事管理区中，青岛当地学者曾一度未能找到该建筑的具体位置，直至2004年在德国学者马维立的帮助下，在海军博物馆院内“重新发现”了该建筑，并澄清了该建筑作为德国海军军官俱乐部的早期历史。2006年5月20日，该建筑列入第二批青岛市历史优秀建筑名单。2015年6月23日列入第五批山东省文物保护单位。2019年10月7日列入第八批全国重点文物保护单位。

## 建筑特色

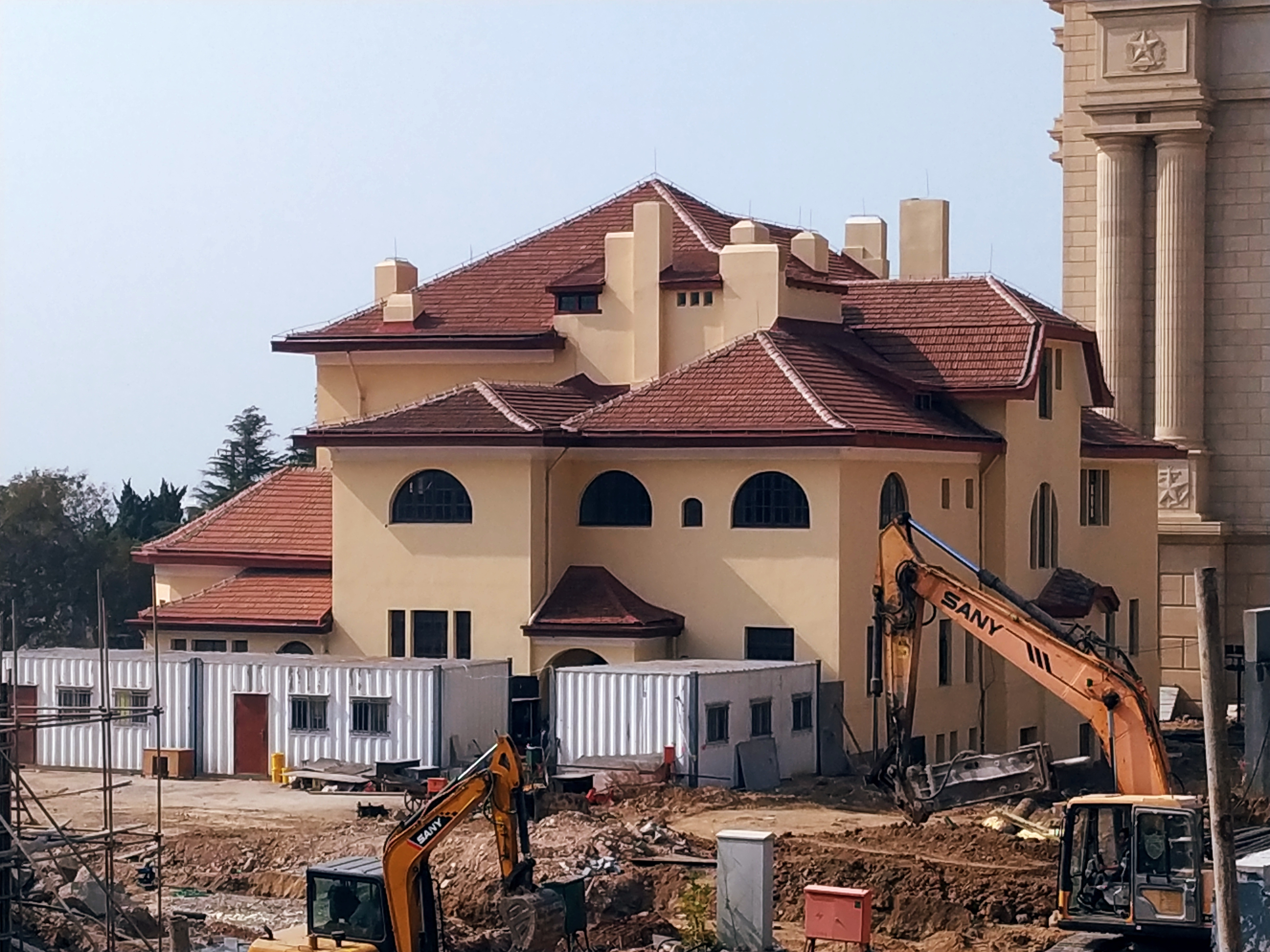
德国海军军官俱乐部旧址侧后方，2019年10月

德国海军军官俱乐部旧址总建筑面积2391平方米，平面呈不规则的矩形。主体建筑地上三层，附设阁楼，地下一层，一层及地下室为砖混结构，二层、三层及阁楼为砖木结构。整个建筑由几组建筑体组合而成，主体建築西侧为一处歇山顶两层建筑，东侧为三组裙房，各组建筑立面与高度的处理各不相同。该建筑正立面朝南，主入口前方为一处平台，可在此观赏青岛湾、汇泉湾及太平山景色。主入口处理为三座拱形门洞，门洞内为虚空间。门洞上方设有三组贯通两层的竖直窗户，用以采光，亦可增加正立面高直感。其他立面也各设有一处便门。屋顶以红色牛舌瓦覆盖。建筑内部为走廊和大小不同的房间，地面为木质地板，设有两处木制旋转扶梯，内部除一般的矩形木门外还设有拱形木门。
该建筑整体风格与同时代建造的毛奇兵营颇为相似，受德国青年风格影响较大，平面趋于清晰，外立面较此前建设的建筑更加简明、实用，敞廊等殖民地风格建筑、复古风格建筑元素已被摒弃。
该建筑此后曾经历改造，其正门的三个门洞一度被封闭，正立面因防震需要加装了两根方柱，东侧亦有改建，导致其现貌与原貌差异较大。